# Осокин, Евграф Григорьевич
Евграф Григорьевич Осо́кин (1819, Вологда — 1880, Казань) — русский учёный-экономист в области политической экономии, истории права и финансов, писатель и общественный деятель, профессор, декан юридического факультета и ректор Императорского Казанского университета, тайный советник.

## Биография
Родился 10 декабря 1819 года в семье священника Вологодского кафедрального собора. Учился в Вологодской духовной семинарии, откуда перешёл в Петербургский Главный педагогический институт, философско-юридическое отделение которого окончил в 1842 году (вып. III). После этого в течение нескольких лет он слушал лекции в университетах Германии. После возвращении был принят в Императорский Казанский университет, на кафедру законов о государственных повинностях исполняющим должность адъюнкта.
В 1846 году защитил в Казанском университете магистерскую диссертацию «Историко-критическое исследование пауперизма» и 12 июля 1847 года был утверждён в должности адъюнкта. В 1849 году защитил Докторскую диссертацию «Внутренние таможенные пошлины в России» и, получив учёную степень доктора политических наук, в том же году стал экстраординарным профессором университета; с 1855 года — ординарный профессор.
С 13 декабря 1855 года по 1 октября 1863 года был деканом юридического факультета. С 22 августа 1863 года до 6 марта 1872 года по избранию был ректором Казанского университета. Этот период совпал с наиболее тяжёлыми годами в жизни университета и именно тогда и проявились выдающиеся способности Осокина, как администратора, организатора и общественного деятеля.
В 1872 году Е. Г. Осокин по прошению уволился от должности ректора и был удостоен звания заслуженного профессора,. В том же году был произведён в тайные советники. С 1876 года и до самой кончины в 1880 году Осокин повторно занимал должность ректора университета.
Умер в Казани 17 (29) марта 1880 года.

## Награды
- Орден Святого Станислава 1-й и 2-й степеней
- Орден Святой Анны 2-й степени
- Орден Святого Владимира 3-й степени.

Род Осокина Е. Г. утверждён в потомственном дворянстве и внесён в третью часть Дворянской родословной книги Казанской губернии (Указ Герольдии от 31 марта 1846 года).

## Научные взгляды и труды
По своим научным идеям Е. Г. Осокин был убеждённым сторонником школы Адама Смита.
В своей лекции «О постепенном развитии экономических идей в истории») он определял политическую экономию как науку, возникшую на базе «физиократической школы Франсуа Кенэ», которая изучает материальные интересы различных общественных систем.
Наиболее значимыми его трудами также являются:
- Историко-критическое исследование пауперизма. — 1846.
- «Внутренние таможенные пошлины в России» Архивная копия от 25 мая 2019 на Wayback Machine (1850);
- «Об организации финансового управления в Афинах» (1852);
- «О понятии промыслового налога и об историческом его развитии в России» (1856);
- «Несколько спорных вопросов по истории русского финансового права» (1856).

## Семья
От супруги Софьи Павловны у него были дети: Герман, Мария, Варвара, Анна, Григорий, Николай.